# Labios compartidos
«Labios compartidos» es el primer sencillo del séptimo álbum de estudio del grupo mexicano de rock en español Maná, titulado Amar es combatir (2006). La letra y música corresponden a Fher Olvera. Esta canción tuvo éxito en varios países, logrando posicionarse en el primer lugar en la lista musical Hot Latin Tracks de la revista especializada Billboard durante ocho semanas consecutivas, siendo una de las canciones más sonadas en Latinoamérica. En la lista Hot 100 de la misma publicación logró el lugar número 82 y en Hot Ringtones la número 12. Se lanzó un remix de «Labios compartidos» con el dúo de música urbana Calle 13. En Chile, llegó al número uno en 11 semanas, y tiene el récord de permanencia en el primer lugar, incluso fue un éxito en aquel país hasta el año 2009.

## Video musical
El video fue dirigido por Pablo Croce y fue estrenado en MTV Hits. Muestra a un trío, conformado por dos hombres y una mujer (Verónica Amil) y el dolor que sufre uno de ellos (Bernabé Labaronnie) al verla con el otro (Juan Carlos Gruber). En el vídeo se incluyen tatuajes y muchos efectos especiales, fue premiado por MTV como mejor vídeo musical del año 2006.

## Posiciones
| Listas (2006)                             | Posición        |
| ----------------------------------------- | --------------- |
| Argentina Top 100 (CAPIF)                 | 2               |
| Ibero América Top 100                     | 99 (13 semanas) |
| Argentina Top 20                          | 1               |
| Brasil Hot 100                            | 4               |
| Colombia Top 100                          | 1 (5 semanas)   |
| España Top 100                            | 1               |
| México Top 100                            | 1 (13 semanas)  |
| Perú Top 100                              | 2               |
| U.S. Billboard Hot 100                    | 82              |
| U.S. Billboard Hot Ringtones              | 12              |
| U.S. Billboard Hot Latin Tracks           | 1               |
| U.S. Billboard Hot Latin Pop Airplay      | 1               |
| U.S. Billboard Hot Latin Tropical Airplay | 1               |

## Sucesión y posicionamiento
| Predecesor: Down de R.K.M. & Ken-Y | U.S. Billboard Hot Latin Songs — Sencillo N°. 1 5 de agosto de 2006 - 29 de septiembre de 2006 | Sucesor: Ni una sola palabra de Paulina Rubio |

| Predecesor: Me voy de Julieta Venegas | U.S. Billboard Latin Pop Airplay — Sencillo N°. 1 5 de agosto de 2006 - 20 de octubre de 2006 | Sucesor: Ni una sola palabra de Paulina Rubio |

| Predecesor: Angelito de Don Omar | U.S. Billboard Latin Tropical Airplay — Sencillo N°. 1 5 de agosto de 2006 - 11 de agosto de 2006 | Sucesor: No es una novela de Monchy & Alexandra |